# Ligue maritime et coloniale française
Pour les articles homonymes, voir Ligue maritime et coloniale.
La Ligue maritime et coloniale française est une organisation de promotion du colonialisme et de la marine, tant militaire que marchande, née de la fusion en 1921 de la Ligue maritime et de la Ligue coloniale. Le champ d'action de sa propagande va des programmes scolaires à la presse, en passant par les actions caritatives et les pressions sur les gouvernements. De plus, la Ligue organise et finance en partie l'érection de plusieurs statues à des figures coloniales.

## Historique

### Création de la Ligue maritime

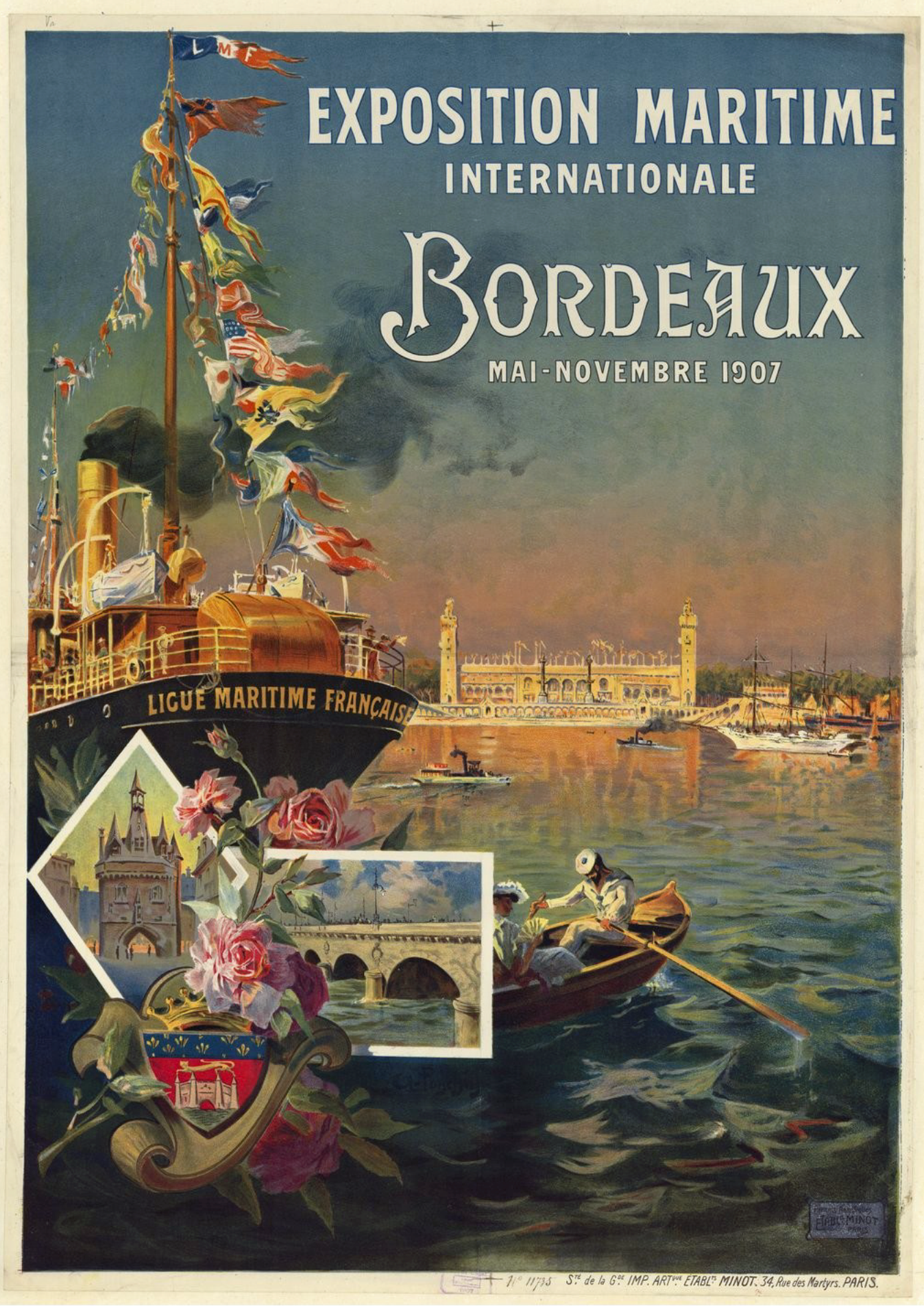
Affiche de l'exposition maritime organisée à Bordeaux en 1907.

Après l'humiliation française à Fachoda, les marines militaire et marchande s’unissent pour fonder, en février 1899, une ligue maritime, à l’imitation des ligues maritimes britannique, italienne et allemande. Son but est de soutenir le développement des marines militaire et marchande.
Son essor est très progressif, jusqu'à compter plusieurs milliers de ligueurs à la veille de la Première Guerre mondiale. Elle connaît ensuite une forte croissance jusqu'à devenir une organisation de masse dans les années 1920-1930.
De son côté, la Ligue coloniale est fondée en 1907 par Eugène Etienne, mais n'arrive pas à faire progresser les adhésions.

### Fusion avec la Ligue coloniale française
En 1921, la Ligue maritime fusionne avec la Ligue coloniale pour donner naissance à la Ligue maritime et coloniale française. Son succès tient autant de son adossement aux institutions maritimes, qu'à l’efficacité d’une propagande prolifique.
Pour la diffuser, la ligue organise notamment des « caravanes scolaires ». En 1922, des représentants des grandes écoles françaises sont ainsi envoyés dans le protectorat du Maroc, sous le patronage du résident général, le maréchal Lyautey. La propagande se fait aussi sur les ondes radio. Dès 1923, sur la longueur d’onde de Radiola, des radio-concerts sont programmés au cours desquels la diffusion des pièces musicales succède à des causeries du président de la ligue. Puis, à l’imitation du Navy Day américain, est instauré un jour de la marine et des colonies, célébré pour la première fois le 28 mai 1925. Des médailles sont aussi distribuées aux personnalités qui se sont illustrées par leur patriotisme ou par leur défense de la cause maritime (le maréchal Lyautey en 1921, le cardinal Dubois en 1926, Costes, Le Brix et Étienne de Nalèche en 1927).

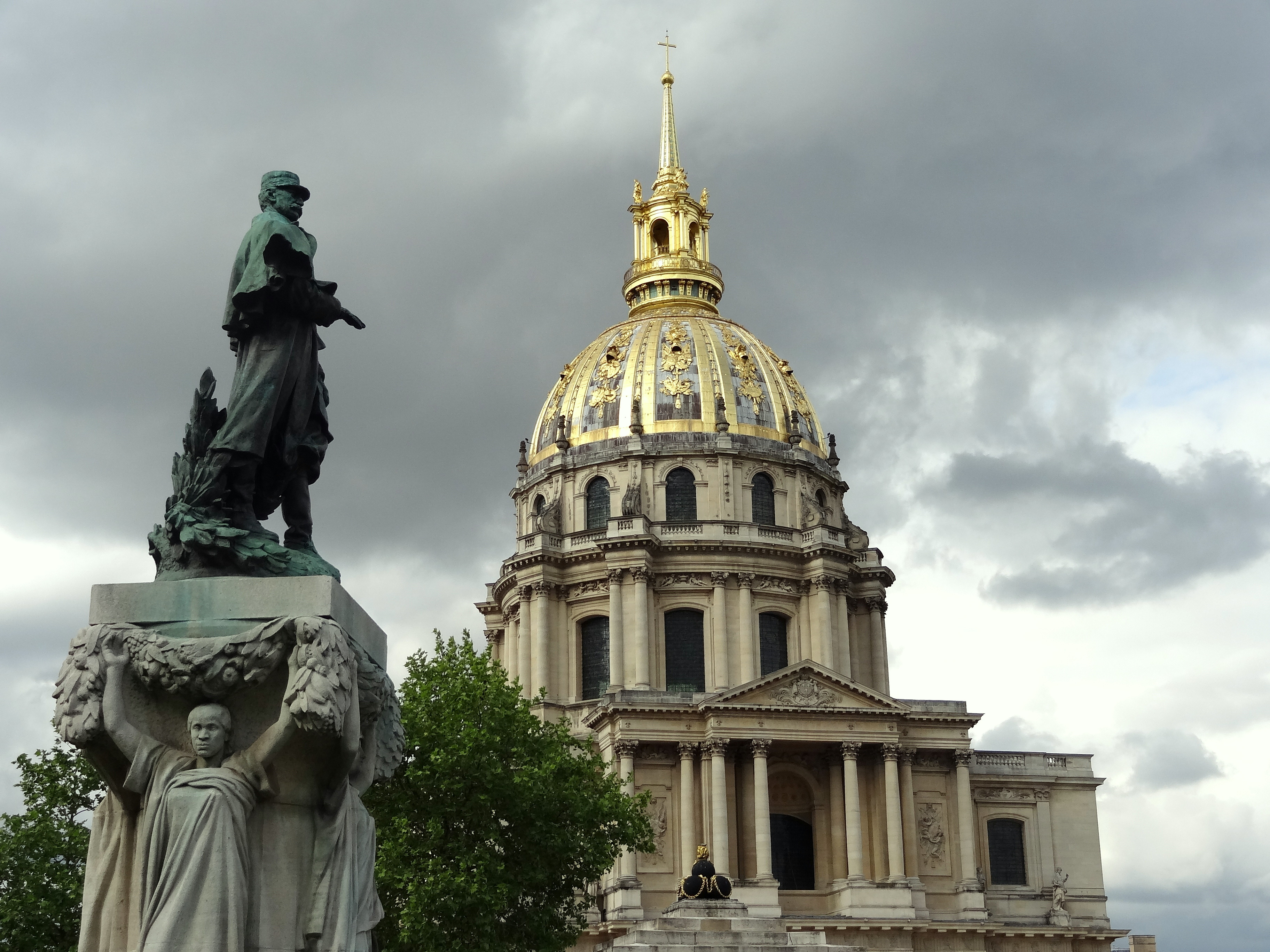
Monument à Galliéni aux Invalides, offert à la ville de Paris par la Ligue en 1926.

La ligue organise aussi des souscriptions pour financer la réalisation de monuments colonialistes. En 1926, elle offre à la ville de Paris une statue du maréchal Galliéni, qui trône aujourd'hui place Vauban, derrière les Invalides,. Elle finance aussi une statue d'Eugène Étienne, un des principaux chef du parti colonial, aujourd'hui située dans le Jardin tropical du Bois de Vincennes.

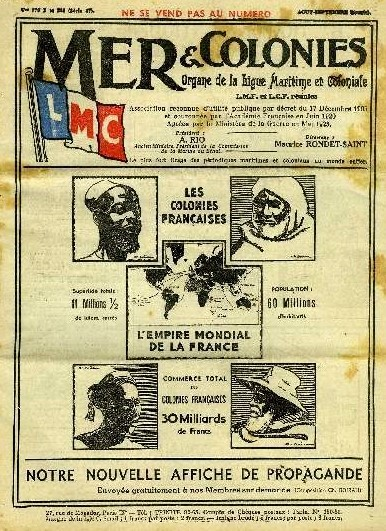
Revue Mer & Colonie, organe de la Ligue maritime et coloniale française, mars 1936.

En avril 1929, la ligue compte 700 000 adhérents et 1 700 sections à travers le monde ; et la revue qu'elle édite, Mer et Colonies, est le deuxième périodique de France par l'importance de son tirage.
En novembre 1951, elle change de nom pour prendre celui, plus diplomatique, de Ligue maritime et d’outre-mer.

### Une institution critiquée
La ligue est l'objet de critiques tant pour l'opacité de sa structure que pour son positionnement politique.

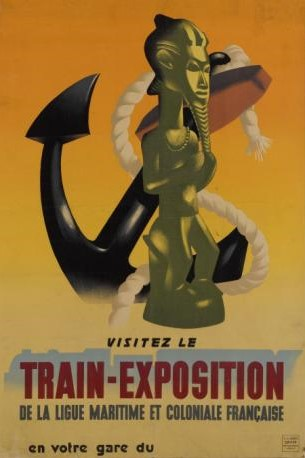
Affiche Visitez le train-exposition de la Ligue maritime et coloniale française, vers 1941.

L'organisation est notamment accusée de détournement des fonds alloués par le ministère de la Marine, au profit du directeur, pour l’entretien de sa vie mondaine et la rénovation de sa propriété de Bouafles. De même, le financement de la ligue par des institutions et entreprises privées l'a rapproche davantage d'un lobby d’intérêts privés que d’une association patriotique.
Mais la ligue est surtout critiquée pour son impérialisme, son nationalisme et son conservatisme social. Elle s'oppose notamment à l'instauration de la journée de 8 heures. De même, la propagande qui s’exerce de la part de maîtres d'école acquis à la cause coloniale est dénoncée par L'Humanité en 1925. Puis, ce sont les enseignants du primaire qui s'inquiètent également de l'ingérence de la ligue. En 1927, lors du congrès annuel du comité des professeurs et assimilés, les participants votent « des motions contre la propagande cléricale et nationaliste dans l’enseignement du second degré ». La même année, Édouard Herriot, alors ministre de l’Instruction publique, n’avait pourtant pas hésité à demander aux préfets de poursuivre les responsables de la propagande communiste pour violation de la neutralité scolaire.

## Directeurs
- Maurice Rondet-Saint

## Membres éminents
- Hubert Giraud, homme politique
- Georges Hersent, entrepreneur
- Marc Leclerc, écrivain
- Camille Vallaux, géographe
- Charles Chaumet, homme politique

#### Ouvrage
- Sandrine Lemaire, Pascal Blanchard, Nicolas Bancel, Alain Mabanckou et Dominic Thomas, Colonisation & Propagande : Le pouvoir de l’image, Le Cherche Midi, 2022, 286 p. (ISBN 978-2-7491-7227-9, présentation en ligne)

#### Documentaire
- Nos statues coloniales, par Seumboy et Reha Simon, 4 épisodes, 2023 (voir en ligne)